# Музей борьбы за Македонию (Хромио)
Музей борьбы за Македонию (Хромио) – расположен возле села Хромио, нома Козани, Западная Македония, Греция. Характеризуется как «музей под открытым небом», что выделяет его среди других музеев Борьбы за Македонию, и разбит на территории 7 гектаров. Посвящён борьбе македонян до освобождения Македонии и её воссоединения с Грецией в 1912–13 годах.

## Музей
Музей основан в 1989 году “Обществом Литературы и Искусств Козани” в ознаменование восстания февраля 1878 года, которое состоялось в регионе, параллельно с Пиерийским восстанием, с целью отменить положения Сан-Стефанского мира в отношении Македонии. Музей создан в ущелье, недалеко от села Хромио, где в 1878 году было провозглашено восстание.
Конечной целью восстания было исключить вероятность того чтобы Македония стала частью Болгарии, освобождение от османского господства и воссоединение Македонии с греческим государством.
18 февраля 1878 года на горе Вурино было сформировано «Временное правительство Македонии-Епархия Элимия» (ном Козани и ном Кастория, Западная Македония). Возглавили правительство Иоаннис Говентарос из Козани, Лиатис Иосиф и Пихеон, Анастасиос из Охрида. В своей прокламации правительство провозглашало «перед богом и людьми, воссоединение родины Александра Македонского с матерью Грецией».
Военные действия шли здесь, хотя и без координации с Афинами, с успехом для повстанцев до августа 1878 года. Были атакованы турецкие гарнизоны в Козани, Кастория, озеро Преспа, Писодери,Флорина, Монастир (ныне Битола)
,
.
Думпиотис продолжил партизанскую войну в регионе ном Гревена, Западная Македония до перемирия 19 апреля 1878 года. Хостевас, Калогиру, Заркадас и др. военачальники продолжили военные действия на Олимпе и после перемирия и, не имея уже ни материальной ни моральной поддержки греческого государства ушли в Фессалию.
Борьба за Македонию приняла большие масштабы в начале 20-го века до освобождения Македонии в 1912-13 годах.
Реликвии бойцов выставлены в внутренних залах музея. Бюсты 21 македономахов (борцов за воссоединение Македонии с Грецией), монумент павшим героям, а также бюсты Филиппа II, Александра Великого, Аристотеля и других знаменитых македонян выставлены под открытым небом.
В пределах территории музея находится также восстановленная церковь Агиос Николаос (греч. Святой Николай), с прекрасными росписями, резьбой по мрамору и эпиграммами из греческой истории. Церковь имеет также большое значение в истории борьбы за Македонию, поскольку именно здесь в 1878 году было благословлено оружие восстания.

## Галерея

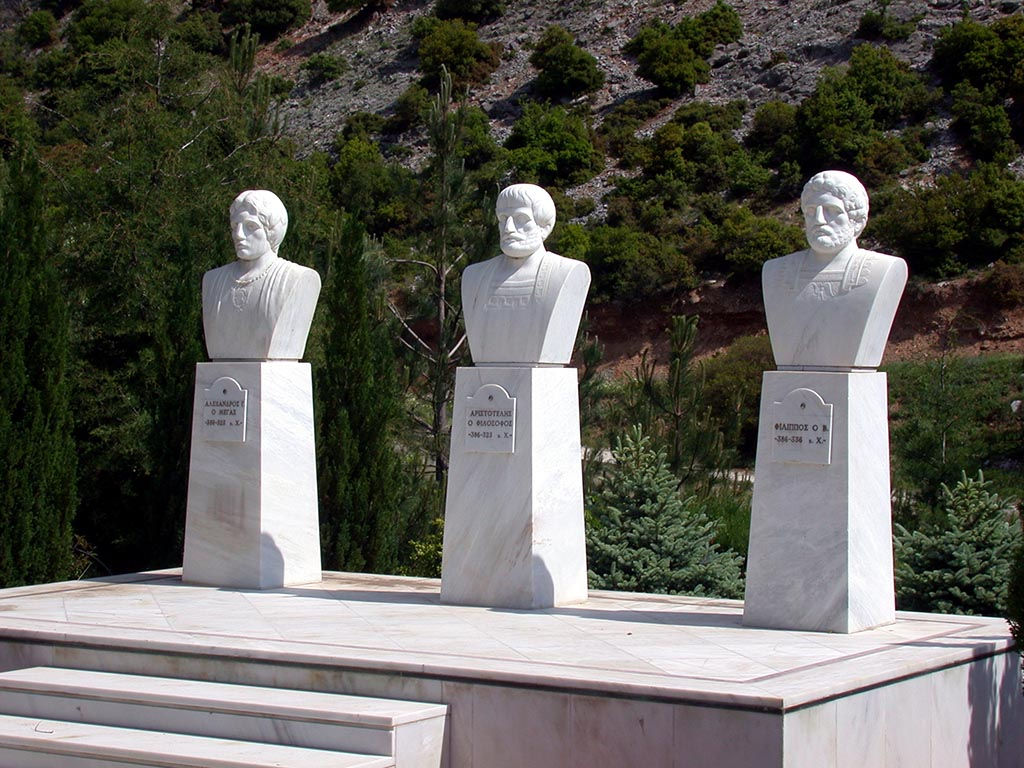
Бюсты Александра Великого, Аристотеля и Филиппа II
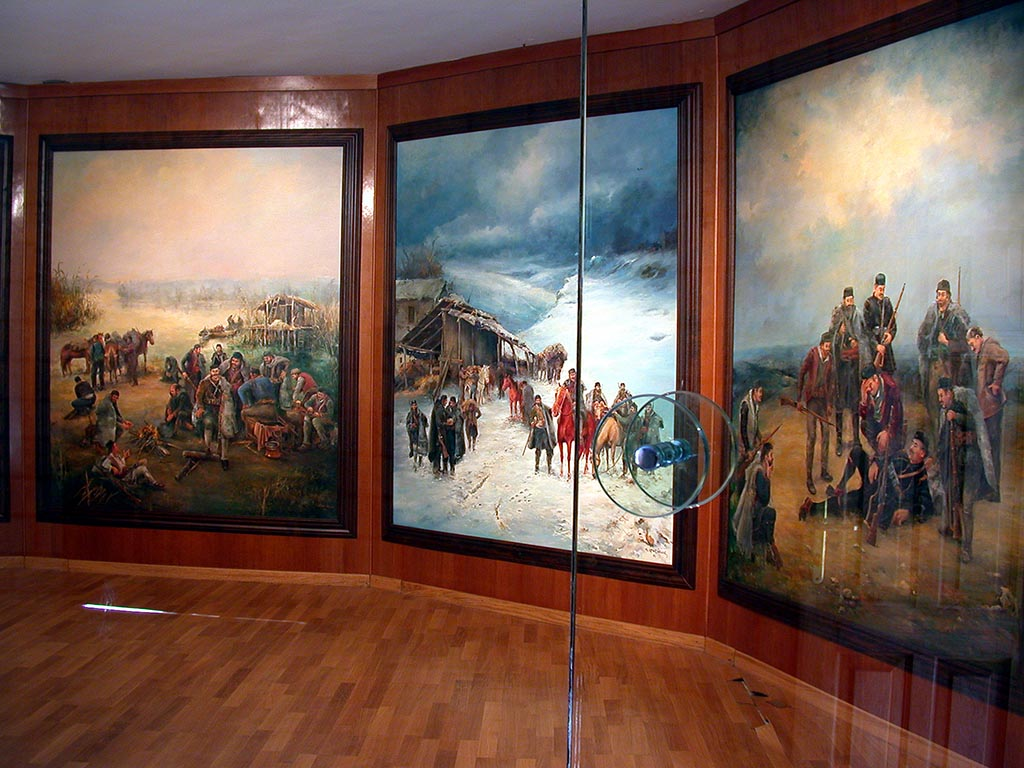
Внутренний вид музея
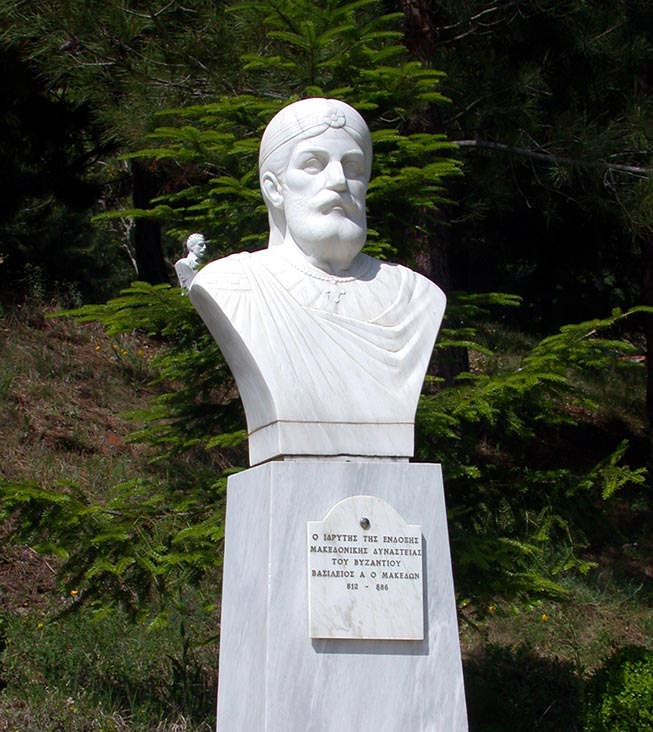
Василий I Македонянин – основатель византийской Македонской династии

## Внешние ссылки
- Site of the Historical – Folklore and Natural History Museum of Kozani (Greece) (http://www.mouseio-kozanis.gr/content/view/21/67/lang,en/)
- Museums of Macedonia web site